# 大相撲平成30年7月場所
大相撲平成30年7月場所（おおずもうへいせい30ねん7がつばしょ）は、2018年7月8日から7月22日まで愛知県名古屋市中区のドルフィンズアリーナ（愛知県体育館）で開かれた大相撲本場所で御嶽海が長野県力士で初優勝した場所ある。
幕内最高優勝は、関脇・御嶽海久司（13勝2敗・初優勝）。

## 場所前の話題
- 番付発表は2018年6月25日。
- 直近3場所で合計37勝8敗[1] と継続して好成績を挙げて今場所より大関に昇進した栃ノ心の取組に注目された。
- この年から7月場所（名古屋場所）の会場にも命名権が導入されたが、3月場所（春場所）同様、日本相撲協会では命名権名称と正式名称を併記し、日本放送協会 (NHK) は正式名称のみで報道している。

## 番付・星取表
| 東       | 東        | 東   | 番付   | 西       | 西         | 西                           |
| 四股名   | 成績      | 結果 | 番付   | 四股名   | 成績       | 結果                         |
| -------- | --------- | ---- | ------ | -------- | ---------- | ---------------------------- |
| 鶴竜     | 3勝3敗9休 |      | 横綱   | 白鵬     | 3勝1敗10休 |                              |
| 稀勢の里 | 全休      |      | 横綱   |          |            |                              |
| 豪栄道   | 10勝5敗   |      | 大関   | 髙安     | 9勝6敗     |                              |
|          |           |      | 大関   | 栃ノ心   | 5勝2敗8休  |                              |
| 逸ノ城   | 8勝7敗    |      | 関脇   | 御嶽海   | 13勝2敗    | 幕内最高優勝、殊勲賞・技能賞 |
| 玉鷲     | 8勝7敗    |      | 小結   | 松鳳山   | 3勝12敗    |                              |
| 正代     | 6勝9敗    |      | 前頭筆 | 琴奨菊   | 3勝8敗4休  |                              |
| 勢       | 8勝7敗    |      | 前頭2  | 千代の国 | 6勝7敗2休  |                              |
| 阿炎     | 6勝9敗    |      | 前頭3  | 貴景勝   | 10勝5敗    |                              |
| 魁聖     | 9勝6敗    |      | 前頭4  | 輝       | 6勝9敗     |                              |
| 大翔丸   | 5勝10敗   |      | 前頭5  | 嘉風     | 2勝13敗    |                              |
| 遠藤     | 8勝7敗    |      | 前頭6  | 千代大龍 | 9勝6敗     |                              |
| 宝富士   | 7勝8敗    |      | 前頭7  | 大栄翔   | 6勝9敗     |                              |
| 千代翔馬 | 4勝11敗   |      | 前頭8  | 旭大星   | 6勝9敗     |                              |
| 妙義龍   | 9勝6敗    |      | 前頭9  | 豊山     | 12勝3敗    | 優勝次点、敢闘賞             |
| 千代丸   | 5勝10敗   |      | 前頭10 | 錦木     | 6勝9敗     |                              |
| 碧山     | 8勝7敗    |      | 前頭11 | 阿武咲   | 10勝5敗    |                              |
| 佐田の海 | 8勝7敗    |      | 前頭12 | 荒鷲     | 5勝10敗    |                              |
| 栃煌山   | 10勝5敗   |      | 前頭13 | 朝乃山   | 11勝4敗    | 敢闘賞                       |
| 琴恵光   | 3勝12敗   |      | 前頭14 | 隠岐の海 | 8勝7敗     |                              |
| 石浦     | 7勝8敗    |      | 前頭15 | 竜電     | 8勝7敗     |                              |
| 北勝富士 | 11勝4敗   |      | 前頭16 | 明生     | 6勝9敗     |                              |

## 優勝争い
横綱・稀勢の里はやはり左大胸筋の負傷が癒えず初日から全休。残る2横綱だが、白鵬は盤石の内容で初日から3連勝としたが、2日目に支度部屋で足を滑らせて、右膝を負傷。このまま4日目から休場した。鶴竜も初日から3連勝としたが、4日目に勢・5日目に阿炎に相次いで脆くも敗れると、翌6日目から右肘関節炎のため休場した。鶴竜の休場により、横綱不在となる異例の事態となってしまった。横綱不在は2006年5月場所（この場所は1人横綱の朝青龍が途中休場）、3横綱が全員不在となると1999年3月場所以来約19年ぶり（曙・若乃花 (3代目)・貴乃花）の事態であった。
さらに大関陣を見ると、新大関の栃ノ心は初日から5連勝と順調な滑り出しを見せたが、6日目玉鷲に小手投げで敗れた際に右足親指を負傷し、7日目から休場した。角番の髙安は初日から辛勝する相撲が多く、9日目まで2敗で優勝戦線に踏みとどまっていたが、10日目魁聖・11日目逸ノ城に連敗すると脱落。さらに10日目魁聖に小手投げで敗れた際に腰部を勝負俵に強く打ち付けて腰を痛め、その影響で終盤戦は精彩を欠いた。だが、12日目全勝の御嶽海を破って角番を脱出した。角番豪栄道は場所前は好調だという下馬評であったが、7日目までに3敗を喫するなど早々に優勝争いから脱落。11日目に8勝目を挙げて角番脱出。その後も12日目まで3敗で粘ってはいたが、13日目に敗れると4敗に後退、優勝争いからは脱落した。結局、千秋楽結びの一番の9勝5敗の大関対決に勝った豪栄道が10勝5敗、高安が9勝6敗に終わった。
11日目を終えて全勝は関脇・御嶽海、既に1敗は居らず、2敗（2差）で栃煌山と朝乃山が追うという展開だった。翌12日目は優勝争いに大きな動きがあった。栃煌山は妙義龍に、朝乃山は魁聖にそれぞれ敗れて3敗に後退し、優勝争いは御嶽海の一人旅の様相になると見られていた。しかし、その御嶽海も高安との微妙な相撲に敗れ初黒星、1敗で御嶽海、3敗で豪栄道・豊山・栃煌山・朝乃山の4人が追うという展開に変わった。翌13日目。まず栃煌山－豊山の3敗対決が組まれた。その相撲は豊山が栃煌山を圧倒、10勝目を挙げて踏みとどまった。朝乃山は好調妙義龍を寄り切りで破り、こちらも3敗を守った。そしてこの日の結びの一番は1敗御嶽海－3敗豪栄道という大一番が組まれた。御嶽海が勝てば独走・豪栄道が勝てば混戦となる一番であったが、その相撲は終始攻め続けた御嶽海が豪栄道を一蹴、12勝目を挙げて1敗を守った。結局、13日目を終えて1敗で御嶽海、3敗で豊山・朝乃山という展開に変わり、若手による優勝争いという様相に変わった。翌14日目は御嶽海が勝てば優勝という展開になった。まず3敗の朝乃山が登場して遠藤戦を迎えた。その相撲は朝乃山が勝ち、優勝戦線に踏みとどまった。その8番後に勝てば優勝となる御嶽海が登場し、好調の栃煌山を迎えた。そして御嶽海が栃煌山を圧倒して初優勝を手中に収めた。その後に大関・高安戦が組まれた豊山も勝って11勝目を挙げている。翌千秋楽は朝乃山は貴景勝に敗れて11勝4敗、御嶽海は豊山との大熱戦に敗れて13勝2敗、豊山は12勝3敗で取り終えた。
三賞は、殊勲賞は初優勝を遂げた御嶽海が技能賞とのダブル受賞（どちらも3回目）、敢闘賞は大関高安を破り、さらに千秋楽は御嶽海との大熱戦を繰り広げるなどして12勝を挙げた豊山（初受賞）と最後まで優勝戦線に残り、11勝を挙げた朝乃山（2回目）がそれぞれ受賞した。

## 各段優勝・三賞
※力士情報は2018年7月場所当時のもの。
| タイトル     | タイトル     | 四股名     | 地位           | 成績    | 部屋       | 出身                     | 回数・備考                   |
| ------------ | ------------ | ---------- | -------------- | ------- | ---------- | ------------------------ | ---------------------------- |
| 幕内最高優勝 | 幕内最高優勝 | 御嶽海久司 | 西関脇         | 13勝2敗 | 出羽海部屋 | 長野県木曽郡上松町       | 初優勝                       |
| 三賞         | 殊勲賞       | 御嶽海久司 | 西関脇         | 13勝2敗 | 出羽海部屋 | 長野県木曽郡上松町       | 6場所ぶり3回目               |
| 三賞         | 敢闘賞       | 豊山亮太   | 西前頭9枚目    | 12勝3敗 | 時津風部屋 | 新潟県新潟市北区         | 初受賞                       |
| 三賞         | 敢闘賞       | 朝乃山英樹 | 西前頭13枚目   | 11勝4敗 | 高砂部屋   | 富山県富山市             | 5場所ぶり2回目               |
| 三賞         | 技能賞       | 御嶽海久司 | 西関脇         | 13勝2敗 | 出羽海部屋 | 長野県木曽郡上松町       | 9場所ぶり2回目               |
| 十両優勝     | 十両優勝     | 貴ノ岩義司 | 西十両3枚目    | 13勝2敗 | 貴乃花部屋 | モンゴル・ウランバートル | 隆の勝との優勝決定戦を制す   |
| 幕下優勝     | 幕下優勝     | 白鷹山亨将 | 東幕下筆頭     | 7戦全勝 | 高田川部屋 | 山形県西置賜郡白鷹町     |                              |
| 三段目優勝   | 三段目優勝   | 鏡桜南二   | 西三段目11枚目 | 7戦全勝 | 鏡山部屋   | モンゴル・ウブルハンガイ | 佐々木山との優勝決定戦を制す |
| 序二段優勝   | 序二段優勝   | 羅王希望   | 東序二段81枚目 | 7戦全勝 | 立浪部屋   | 埼玉県所沢市             |                              |
| 序ノ口優勝   | 序ノ口優勝   | 津志田亜睦 | 東序ノ口28枚目 | 7戦全勝 | 時津風部屋 | 岩手県八幡平市           |                              |